# Бела Волентік
Бе́ла Во́лентік (угор. Volentik Béla; 5 грудня 1907, Сольнок — 27 жовтня 1990, Будапешт) — угорський футболіст, що грав на позиції півзахисника, і тренер.

## Кар'єра гравця
Виступав за столичну команду «Немзеті», будучи гравцем якої, в 1927 році викликався до складу національної збірної Угорщини на матч проти Югославії (3:0).
Посеред сезону 1929/30 перейшов до складу «Уйпешта». У 1930 і 1931 роках допоміг клубу завоювати перші в історії титули чемпіона країни. Гравцем основного складу не був, підміняючи когось із трійки півзахисників клубу Ференц Боршаньї, Янош Кевеш, Янош Віґ. У чемпіонських сезонах відіграв 9 і 8 матчів відповідно.
В 1930 році став переможцем міжнародного турніру — Кубку Націй. Ці змагання відбулися у Женеві під час проведення Чемпіонату світу в Уругваї. У ньому брали участь чемпіони або володарі кубків більшості провідних у футбольному плані континентальних країн Європи. «Уйпешт» почергово переграв іспанський «Реал Уніон» (3:1), голландський «Гоу Егед» (7:0), швейцарський «Серветт» (3:0) і чехословацьку «Славію» у фіналі (3:0). Всі три м'ячі у фіналі забив Янош Кевеш, котрий зіграв на незвичній позиції центрального нападника. Волентік же зайняв місце Кевеша в півзахисті.
У тому ж році Бела зіграв у чотирьох матчах розіграшу Кубка Мітропи. У чвертьфіналі «Уйпешт» зійшовся з міланською «Амброзіаною». Для виявлення переможця довелося проводити два перегравання, що, зрештою, принесли успіх італійській команді (2:4, 4:2, 1:1, 3:5).
Далі виступав у швейцарських клубах, де паралельно розпочав тренерську кар'єру. Винятком став сезон 1935/36, коли Волентік знову грав на батьківщині у команді «Бочкаї».

## Тренерська кар'єра
У швейцарських клубах працював майже 20 років. Здобув два титули чемпіона Швейцарії з клубами «Лугано» і «Лозанна», а також Кубок Швейцарії з командою «Янг Бойз».
У дев'яти матчах очолював збірну Люксембургу, зокрема у відборі на Чемпіонат світу 1954. Після цього повернувся на батьківщину. Тренував «Халадаш», «Вереш» і «Печ».
В кінці 1959 року прийняв олімпійську збірну Угорщини, яку повіз на Олімпійські ігри 1960 у Рим. Впевнено пройшовши групу, команда поступилася у півфіналі збірній Данії (0:2). Бронзові медалі Угорщина здобула завдяки перемозі над Італією (2:1). Головною зіркою тієї збірної був майбутній володар «Золотого м'яча» Флоріан Альберт. Загалом керував командою в одинадцяти матчах з листопада 1959 по вересень 1960 року.
У 1963 році в дев'яти матчах очолював збірну Болгарії, зокрема у відборах на Чемпіонат Європи 1964 та Олімпійські ігри 1964.
У 1964 році вдруге прийняв клуб МТК (в 50-х носив назву «Вереш»). Вивів команду з досить скромним за угорськими мірками складом до фіналу Кубку кубків, де МТК поступився лісабонському «Спортінгу» (3:3, 0:1).
Останнім клубом у тренерській кар'єрі Волентіка став «Динамо» (Берлін) зі Східної Німеччини.
Помер 27 жовтня 1990 року на 83-му році життя в місті Будапешт.

## Досягнення

### Як гравець
- Чемпіон Угорщини: 1929–30, 1930–31
- Срібний призер Чемпіонату Угорщини: 1931–32
- Володар Кубка Націй 1930

### Як тренер
- Чемпіон Швейцарії: 1948–49, 1950–51
- Володар Кубка Швейцарії: 1944–45
- Бронзовий олімпійський призер: 1960
- Фіналіст Кубку володарів кубків: 1963–64

## Статистика виступів за збірну
| Дата       | Місто    | Господарі | Результат | Гості     | Турнір           | Голи | Примітки |
| ---------- | -------- | --------- | --------- | --------- | ---------------- | ---- | -------- |
| 10/04/1927 | Будапешт | Угорщина  | 3 – 0     | Югославія | товариський матч | -    |          |
| Усього     |          | Матчів    | 1         |           | Голів            | 0    |          |